# B.Byrapura, Hassan
B.Byrapura là một làng thuộc tehsil Hassan, huyện Hassan, bang Karnataka, Ấn Độ.